# Застава Лаоса
Застава Лаоса је озваничена 2. децембра 1975. Застава садржи три хоризонталне пруге, средња плава је двоструко шира од црвених уз ивице. У средини је бели диск.
Црвена боја представља проливена крв у борби за независност, а плава богатство земље. Бели диск представља месец изнад реке Меконг, и јединство земље.

## Историјске и употребне заставе
- Застава Краљевине Лаос, 1952−1975.
- Застава Лаоса као Француске колоније
- Таи застава у периоду 1855−1916.